# حازم الأزدي
حازم البقمي: أشتهر حازم بالقبض على الشنفرى أشهر صعاليك العرب، وقيل قتله. أختلف في نسبة فأورد صاحب الأغاني أنه من قبيلة فهم من زهران، وأورد محمد البغدادي أنه من باقم. و القبيلتين من الأزد.

## قصة القبض على الشنفرى
هناك روايتان لمقتل الشنفرى، وهي:
- الرواية الأولى من كتاب الأغاني لأبو الفرج الأصفهاني:

- الرواية الثانية من كتاب أسماء المغتالين لإبي جعفر البغدادي: